# Splošne volitve v Srbiji 2022
Splošne volitve v Srbiji leta 2022 bodo 3. aprila 2022. Na volitvah bodo izvoljeni predsednik Srbije in poslanci Narodne skupščine.
Sprva naj bi bile parlamentarne volitve pred letom 2024, a je sedanji predsednik Aleksandar Vučić konec oktobra 2020 napovedal, da bodo volitve razpisane prej. Poleg splošnih volitev v Beogradu bodo še volitve v mestno skupščino.